# مصطفى حسني الحاج عيد
مصطفى حسني يوسف الحاج عيد (وُلد عام 1947 في يافا وتوفيّ سنة 1978 في بيروت) هو أحد أعضاء منظمة التحرير الفلسطينية والتي التحقَ بها عام 1965 – كان يبلغُ حينها من العمر ثمانية عشر سنة – ثمّ سرعان ما برزَ بفضلِ العمليات التي كان يقومُ بها ضدّ الاحتلال الإسرائيلي في عددٍ من المناطق المختلفة.

## الوفاة
تُوفيّ مصطفى حسني الحاج عيد سنة 1978 في غارة إسرائيلية على لبنان حيثُ أصيب بشظية في رقبتة وشظية أخرى في قلبه. نُقل على وجهِ السرعة للمستشفى لكنّه فارق الحياة هناك.